# Niklas Jonsson
Karl Niklas Jonsson (ur. 31 maja 1969 w Piteå) – szwedzki biegacz narciarski, srebrny medalista olimpijski.

## Kariera
Jego olimpijskim debiutem były igrzyska w Albertville odbywające się w 1992 r. Zaprezentował się tam z dobrej strony zajmując między innymi 7. miejsce w biegu na 30 km oraz 5 w biegu na 10 km techniką klasyczną. Podczas igrzysk olimpijskich w Lillehammer nie osiągnął tak dobrych wyników, ani razu nie znalazł się w czołowej dziesiątce. Największy sukces osiągnął na igrzyskach w Nagano, gdzie wywalczył srebrny medal w biegu na 50 km technika dowolną, ustępując jedynie utytułowanemu Norwegowi Bjørnowi Dæhlie. Był to największy sukces Szweda w całej karierze. Startował później także na igrzyskach olimpijskich w Salt Lake City, ale w startach indywidualnych plasował się daleko poza czołową dziesiątką, a szwedzka sztafeta z Jonssonem w składzie zajęła zaledwie 13. miejsce.
W 1993 r. zadebiutował na mistrzostwach świata biorąc udział w mistrzostwach w Falun. Zajął tam 30. miejsce w biegu na 30 km techniką klasyczną. Lepiej spisał się podczas mistrzostw świata w Thunder Bay, gdzie był między innymi jedenasty w biegu pościgowym. Na mistrzostwach świata w Trondheim plasował się w trzeciej dziesiątce. Swój najlepszy indywidualny wynik na mistrzostwach świata osiągnął podczas mistrzostw w Ramsau, gdzie zajął czwarte miejsce w biegu na 50 km techniką klasyczną. Były to ostatnie mistrzostwa świata w karierze Jonssona.
W 1987 roku wystąpił na mistrzostwach świata juniorów w Asiago, gdzie był piąty w biegu na 10 km stylem klasycznym, a na dystansie 30 km stylem dowolnym zajął 38. miejsce. Na rozgrywanych rok później mistrzostwach świata juniorów w Saalfelden był trzeci w sztafecie i szósty w biegu na 10 km. Ponadto podczas mistrzostw świata juniorów w Vang zdobył srebrny medal w biegu na 10 km stylem klasycznym.
Najlepsze wyniki w Pucharze Świata osiągnął w sezonie 1993/1994, kiedy zajął 11. miejsce w klasyfikacji generalnej. Łącznie cztery razy stawał na podium zawodów Pucharu Świata, nigdy nie wygrał.

## Osiągnięcia

### Igrzyska olimpijskie
| Miejsce | Dzień     | Rok  | Miejscowość    | Konkurencja             | Czas biegu | Strata   | Zwycięzca                   |
| ------- | --------- | ---- | -------------- | ----------------------- | ---------- | -------- | --------------------------- |
| 7.      | 10 lutego | 1992 | Albertville    | 30 km stylem klasycznym | 1:22:27,8  | +2:49,8  | Vegard Ulvang               |
| 5.      | 13 lutego | 1992 | Albertville    | 10 km stylem klasycznym | 27:36,0    | +27,1    | Vegard Ulvang               |
| 13.     | 15 lutego | 1992 | Albertville    | 10+15 km pościgowy      | 1:05:37,9  | +3:00,2  | Bjørn Dæhlie                |
| 30.     | 17 lutego | 1994 | Lillehammer    | 10 km stylem klasycznym | 24:20,1    | +2:07,5  | Bjørn Dæhlie                |
| 27.     | 27 lutego | 1994 | Lillehammer    | 50 km stylem klasycznym | 2:07:20,3  | +10:34,6 | Władimir Smirnow            |
| 25.     | 12 lutego | 1998 | Nagano         | 10 km stylem klasycznym | 27:24,5    | +1:40,4  | Bjørn Dæhlie                |
| 10.     | 14 lutego | 1998 | Nagano         | 10+15 km pościgowy      | 1:07:01,7  | +1:24,0  | Thomas Alsgaard             |
| 4.      | 17 lutego | 1998 | Nagano         | Sztafeta 4 × 10 km      | 1:40:55,7  | +1:29,5  | Norwegia                    |
| 2.      | 22 lutego | 1998 | Nagano         | 50 km stylem dowolnym   | 2:05:08,2  | +8,1     | Bjørn Dæhlie                |
| 36.     | 9 lutego  | 2002 | Salt Lake City | 30 km stylem dowolnym   | 1:11:31,0  | +4:54,2  | Christian Hoffmann          |
| 28.     | 14 lutego | 2002 | Salt Lake City | 2 × 10 km łączony       | 49:48,9    | +1:36,2  | Thomas Alsgaard Frode Estil |
| 13.     | 17 lutego | 2002 | Salt Lake City | Sztafeta 4 × 10 km      | 1:32:45,5  | +5:14,0  | Norwegia                    |
| DNF     | 23 lutego | 2002 | Salt Lake City | 50 km st. klasycznym    | 2:06:20,8  | -        | Michaił Iwanow              |

### Mistrzostwa świata
| Miejsce | Dzień     | Rok  | Miejscowość | Konkurencja             | Czas biegu | Strata  | Zwycięzca        |
| ------- | --------- | ---- | ----------- | ----------------------- | ---------- | ------- | ---------------- |
| 30.     | 20 lutego | 1993 | Falun       | 30 km stylem klasycznym | 1:17:33,6  | +4:58,1 | Bjørn Dæhlie     |
| 6.      | 26 lutego | 1993 | Falun       | Sztafeta 4 × 10 km      | 1:44:14,9  | +3:08,1 | Norwegia         |
| 14.     | 11 marca  | 1995 | Thunder Bay | 10 km stylem klasycznym | 24:52,3    | +1:23,4 | Władimir Smirnow |
| 11.     | 13 marca  | 1995 | Thunder Bay | 10+15 km pościgowy      | 1:06:19,5  | +1:36,7 | Władimir Smirnow |
| 4.      | 17 marca  | 1995 | Thunder Bay | Sztafeta 4 × 10 km      | 1:34:27,1  | +2:02,0 | Norwegia         |
| 30.     | 24 lutego | 1997 | Trondheim   | 10 km stylem klasycznym | 23:41,8    | +2:05,9 | Bjørn Dæhlie     |
| 23.     | 25 lutego | 1997 | Trondheim   | 10+15 km pościgowy      | 1:00:11,1  | +2:55,9 | Bjørn Dæhlie     |
| 15.     | 19 lutego | 1999 | Ramsau      | 30 km stylem dowolnym   | 1:15:26,2  | +3:23,5 | Mika Myllylä     |
| 31.     | 22 lutego | 1999 | Ramsau      | 10 km stylem klasycznym | 24:19,2    | +1:56,8 | Mika Myllylä     |
| 18.     | 23 lutego | 1999 | Ramsau      | 10+15 km pościgowy      | 1:05:54,9  | +2:07,1 | Thomas Alsgaard  |
| 6.      | 26 lutego | 1999 | Ramsau      | Sztafeta 4 × 10 km      | 1:35:07,5  | +2:43,4 | Austria          |
| 4.      | 28 lutego | 1999 | Ramsau      | 50 km stylem klasycznym | 2:18:08,7  | +2:26,9 | Mika Myllylä     |

### Mistrzostwa świata juniorów
| Miejsce | Dzień    | Rok  | Miejscowość | Konkurencja             | Wynik     | Strata   | Zwycięzca             |
| ------- | -------- | ---- | ----------- | ----------------------- | --------- | -------- | --------------------- |
| 5.      | 4 lutego | 1987 | Asiago      | 10 km stylem klasycznym | 27:19,5   | +19,7    | Gierman Karaczewski   |
| 38.     | 8 lutego | 1987 | Asiago      | 30 km stylem dowolnym   | 1:13:41,2 | +6:28,7  | Kalikan Nagombajew    |
| 6.      | 3 lutego | 1988 | Saalfelden  | 10 km stylem klasycznym | 27:09,2   | +23,4    | Gierman Karaczewski   |
| 3.      | 6 lutego | 1988 | Saalfelden  | Sztafeta 3 × 10 km      | 1:16:49,0 | +23,3    | ZSRR                  |
| 47.     | 7 lutego | 1988 | Saalfelden  | 30 km stylem dowolnym   | 1:21:21,3 | +13:07,0 | Aleksandr Karaczewski |
| 9.      | 16 marca | 1989 | Vang        | 30 km stylem dowolnym   | 1:25:09,0 | +2:52,1  | Johann Mühlegg        |
| 2.      | 18 marca | 1989 | Vang        | 10 km stylem klasycznym | 28:00,4   | +26,9    | Władimir Isupow       |
| 10.     | 19 marca | 1989 | Vang        | Sztafeta 4 × 10 km      | 1:55:56,0 | +6:08,0  | ZSRR                  |

### Puchar Świata

#### Miejsca w klasyfikacji generalnej
| Sezon     | Miejsce      |
| --------- | ------------ |
| 1989/1990 | 40. miejsce  |
| 1990/1991 | 30. miejsce  |
| 1991/1992 | 12. miejsce  |
| 1992/1993 | 28. miejsce  |
| 1993/1994 | 11. miejsce  |
| 1994/1995 | 18. miejsce  |
| 1995/1996 | 16. miejsce  |
| 1996/1997 | 24. miejsce  |
| 1997/1998 | 28. miejsce  |
| 1998/1999 | 14. miejsce  |
| 1999/2000 | 27. miejsce  |
| 2000/2001 | 108. miejsce |
| 2001/2002 | 94. miejsce  |

#### Miejsca na podium
| Nr | Dzień      | Rok  | Miejscowość    | Konkurencja          | Czas biegu | Strata  | Pozycja | Zwycięzca           |
| -- | ---------- | ---- | -------------- | -------------------- | ---------- | ------- | ------- | ------------------- |
| 1. | 11 grudnia | 1993 | Santa Caterina | 30 km st. klasycznym | 1:23:50,6  | +59,7   | 3       | Władimir Smirnow    |
| 2. | 14 grudnia | 1994 | Tauplitzalm    | 15 km st. klasycznym | 43:15,1    | +34,8   | 3       | Aleksiej Prokurorow |
| 3. | 9 stycznia | 1996 | Štrbské Pleso  | 50 km st. dowolnym   | 1:57:15,4  | +1:00,5 | 3       | Władimir Smirnow    |
| 4. | 18 grudnia | 1999 | Davos          | 30 km st. klasycznym | 1:17:03,5  | +32,7   | 3       | Frode Estil         |